# Thereva nitidifrons
Thereva nitidifrons är en tvåvingeart som beskrevs av Krober 1913. Thereva nitidifrons ingår i släktet Thereva och familjen stilettflugor. Inga underarter finns listade i Catalogue of Life.